# 긍정 훈육
긍정 훈육(Positive discipline; PD)은 일부 학교에 의해 그리고 양육에서 사용되는 훈육 모형인데 행동의 긍정적인 점에 중점을 둔다. 그것은 다음과 같은 생각에 기반을 두는데 그것은 어떠한 나쁜 아이들도 없고, 단지 좋고 나쁜 행동들만 있다는 것이다. 긍정 훈육의 실천자들은 좋은 행동은 가르침을 받거나 강화될 수 있다고 믿는데 언어적으로나 신체적으로 아이를 아프게 하지 않고 나쁜 행동들을 감소시키면서 말이다. 긍정훈육을 실행하는 사람들은 그들은 문제를 무시하고 있는 게 아니라 문제를 다르게 해결하고 있다고 믿는데 상황에 더 적절하게 대처하는 법을 아이들이 배우도록 도움으로써인데 아이들 자신들에게 친절함을 유지하면서 말이다.
긍정적 행동 지원(피비에스)은 구조화된, 개방된 모형인데 많은 부모들과 학교들이 실행하는 모형이다. 그것은 긍정적 의사 결정을, 할 일들expectations을 아이들에게 미리 가르치는 것을, 그리고 긍정적 행동을 북돋우는 것을 촉발한다.
긍정 훈육은 부정 훈육의 반대 개념이다. 부정 훈육은 부적절한 행동에 화내는, 파괴적인, 혹은 폭력적인 반응과 관련될 수 있다. 심리학 연구에 의해 사용되는 관점에서, 긍정 훈육은 강화와 처벌의 모든 범주의 선택지들을 사용한다:
- 진정한 노력을 칭찬하는 것과 같은, 정적 강화;
- 기대되지 않거나 좋아하지 않는 자극을 없애는 것과 같은, 부적 강화;
- 아이로 하여금 그들이 어지럽힌 것을 정리하도록 요구하는 것과 같은, 정적 처벌; 그리고
- 좋지 않은 행동에 따라서 보상을 없애는 것과 같은, 부적 처벌.

하지만, 부정 훈육과 다르게, 그것은 이 모든 것들을 하는데 친절한, 용기를 주는, 그리고 단호한 방식으로 말이다. 긍정 훈육의 핵심은 합리적인 경계를 설정하는 것이고 이 경계 안에 머물기 위해서 책임감을 가지도록 아이들을 지도하는 것이거나, 그들이 그러지 않을 때 상황을 개선하는 방법을 배우는 것이다.

## 같이 보기
- 가정교육